# Rivalità calcistica Germania-Italia

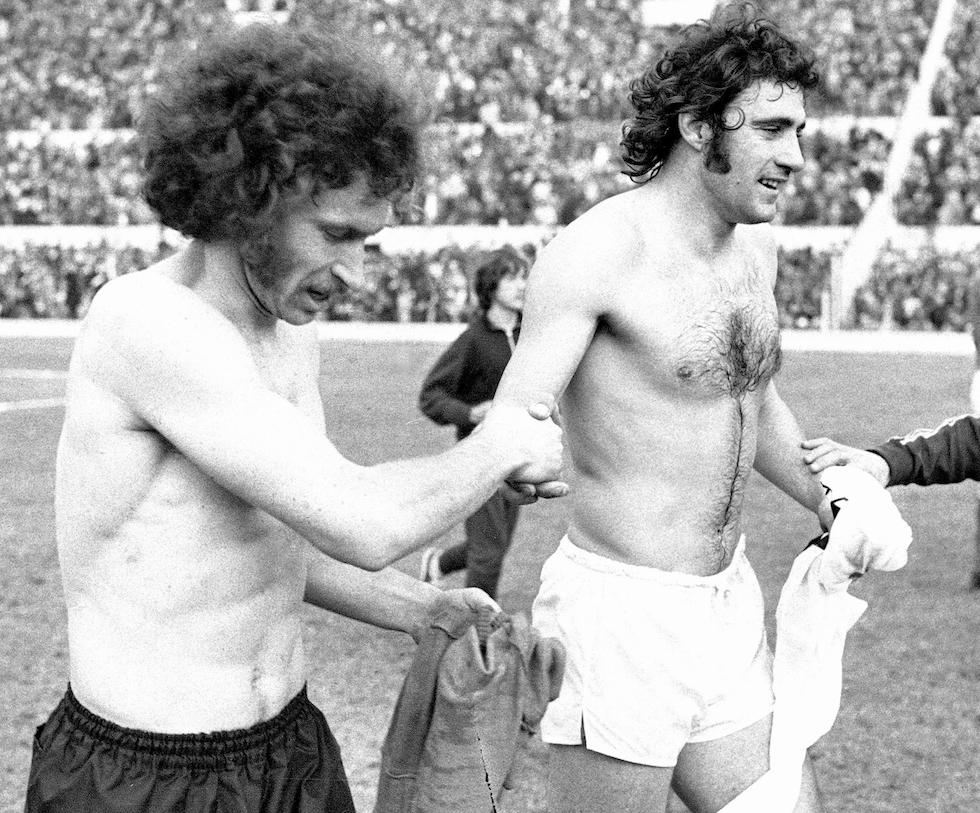
Da sinistra: il centrocampista tedesco Paul Breitner e l'attaccante italiano Giorgio Chinaglia scambiano le loro maglie al termine dell'amichevole tra Italia e Germania Ovest del 26 febbraio 1974 giocata a Roma.

La rivalità calcistica Germania-Italia identifica gli incontri tra le due rispettive nazionali, che hanno dato vita a contese agonistiche che si protraggono da decenni mettendo di fronte due delle nazioni calcistiche di maggior successo al mondo. La sfida, che comprende anche gli incontri tra l'Italia e l'allora Germania Ovest, è stata talvolta indicata anche come "Derby d'Europa".
Gli incontri principali tra le due compagini sono stati la Finale del campionato mondiale di calcio 1982, conquistata dagli italiani per 3-1, e in precedenza la cosiddetta "partita del secolo", semifinale del campionato mondiale di calcio 1970, vinta anche in questo caso dagli Azzurri per 4-3 dopo i tempi supplementari. Il bilancio complessivo delle sfide è invece di trentanove incontri, con quindici vittorie per l'Italia, dieci per la Germania/Germania Ovest e quattordici pareggi.
L'ultimo incontro si è disputato a Dortmund il 23 marzo 2025, nella UEFA Nations League 2024-2025, terminato con un pareggio per 3-3.

## Storia

Un momento di Italia-Germania Ovest del 18 dicembre 1955 a Roma, agli albori della rivalità sportiva tra le due nazionali.

Complessivamente, le nazionali di Germania e Italia vantano un totale di quattordici presenze nelle finali dei mondiali (otto volte la Germania e sei volte l'Italia), vale a dire due presenze in più di tutte le altre nazionali europee messe insieme. Queste quattordici finali mondiali hanno portato alla conquista di otto titoli (quattro per ciascuna nazione). Anche per questo motivo le sfide tra le due squadre sono molto sentite, in campo e fuori, tanto che alcuni addetti ai lavori e rappresentanti dei media hanno cominciato a definire questa partita il "derby d'Europa".
Le partite che contrappongono queste due nazionali hanno decisamente contrassegnato la storia dei tornei mondiali ed europei. In particolare, la semifinale del campionato del mondo 1970, giocata allo stadio Azteca di Città del Messico, è stata definita la partita del secolo (Jahrhundertspiel, Game of the Century, El partido del siglo) ed è commemorata con una targa posta all'ingresso dell'impianto.
Le partite Italia-Germania sono state viste per decenni come una sfida tra scuole e filosofie opposte: da una parte una squadra che rappresenta una cultura creativa e disordinata che nonostante la non eccellente capacità di pianificazione riesce a raggiungere grandi obiettivi, dall'altra parte un team basato sul calcolo e l'uso di un attacco strategicamente pianificato che privilegia l'attenzione rispetto all'imprevedibilità. Lo stile di calcio italiano è stato classificato per oltre un secolo in termini binomiali (difesa e contrattacco), mentre la Germania ha uno stile che appare basato sulla forza fisica e un forte gioco d'attacco, che però non di rado può riuscire prevedibile e quindi meno difficilmente controllabile. Se il gioco dell'Italia sembra contenere aspetti di brillante improvvisazione, quello della Germania emerge come disciplinato e metodico. Questi stereotipi non sono naturalmente confermati in tutte le partite, ma in alcuni incontri, come la finale del campionato del mondo 1982 vinta dall'Italia per 3-1 grazie al talento tecnico dei suoi giocatori e a un devastante contrattacco, sono risultati particolarmente evidenti.

Una fase dell'amichevole tra Germania e Italia giocata a Torino il 25 marzo 1992.

L'Italia è largamente in vantaggio negli scontri diretti, avendo battuto la Germania 15 volte in 37 partite, con 12 pareggi (compresa la sfida di campionato d'Europa 2016 terminata ai tiri di rigore) e 9 sconfitte. La Germania non è mai riuscita a battere l'Italia nella fase finale di mondiali ed europei nei tempi regolamentari e supplementari: nei quarti di finale del campionato d'Europa 2016, la nazionale tedesca ha estromesso gli azzurri per la prima volta, ma solo ai tiri di rigore, dopo che la partita si è conclusa con un pareggio al 120'. Il successo della Mannschaft del 2016 contro gli azzurri fu un evento calcistico molto sentito in Germania, tanto che questa statistica negativa fa sì che l'Italia sia definita "il più grande incubo calcistico" della Germania; a tal proposito, l'ex presidente della Federazione calcistica della Germania (DFB) Wolfgang Niersbach affermò che un incontro con l'Italia, anche se amichevole, non debba essere considerato soltanto una partita, ma una competizione per "il prestigio e l'onore". La prima vittoria in partite ufficiali della Germania contro l'Italia è stato il 5-2 nella fase a gironi della UEFA Nations League 2022-2023 (considerando il risultato del quarto di finale dell'Europeo 2016, deciso ai tiri di rigore, ai fini statistici, un pareggio).

## Lista degli incontri
| N. | Data             | Luogo                | Competizione                                  | In casa        | Risultato             | In trasferta   |
| -- | ---------------- | -------------------- | --------------------------------------------- | -------------- | --------------------- | -------------- |
| 1  | 1º gennaio 1923  | Milano               | Amichevole                                    | Italia         | 3 – 1                 | Germania       |
| 2  | 23 novembre 1924 | Duisburg             | Amichevole                                    | Germania       | 0 – 1                 | Italia         |
| 3  | 28 aprile 1929   | Torino               | Amichevole                                    | Italia         | 1 – 2                 | Germania       |
| 4  | 2 marzo 1930     | Francoforte sul Meno | Amichevole                                    | Germania       | 0 – 2                 | Italia         |
| 5  | 1º gennaio 1933  | Bologna              | Amichevole                                    | Italia         | 3 – 1                 | Germania       |
| 6  | 15 novembre 1936 | Berlino              | Amichevole                                    | Germania       | 2 – 2                 | Italia         |
| 7  | 26 marzo 1939    | Firenze              | Amichevole                                    | Italia         | 3 – 2                 | Germania       |
| 8  | 26 novembre 1939 | Berlino              | Amichevole                                    | Germania       | 5 – 2                 | Italia         |
| 9  | 5 maggio 1940    | Milano               | Amichevole                                    | Italia         | 3 – 2                 | Germania       |
| 10 | 30 marzo 1955    | Stoccarda            | Amichevole                                    | Germania Ovest | 1 – 2                 | Italia         |
| 11 | 18 dicembre 1955 | Roma                 | Amichevole                                    | Italia         | 2 – 1                 | Germania       |
| 12 | 31 maggio 1962   | Santiago del Cile    | Campionato mondiale di calcio 1962            | Italia         | 0 – 0                 | Germania Ovest |
| 13 | 13 marzo 1965    | Amburgo              | Amichevole                                    | Germania Ovest | 1 – 1                 | Italia         |
| 14 | 17 giugno 1970   | Città del Messico    | Campionato mondiale di calcio 1970            | Italia         | 4 – 3 (dts)           | Germania Ovest |
| 15 | 27 febbraio 1974 | Roma                 | Amichevole                                    | Italia         | 0 – 0                 | Germania Ovest |
| 16 | 8 ottobre 1977   | Berlino Ovest        | Amichevole                                    | Germania Ovest | 2 – 1                 | Italia         |
| 17 | 14 giugno 1978   | Buenos Aires         | Campionato mondiale di calcio 1978            | Italia         | 0 – 0                 | Germania Ovest |
| 18 | 11 luglio 1982   | Madrid               | Finale del campionato mondiale di calcio 1982 | Italia         | 3 – 1                 | Germania Ovest |
| 19 | 22 maggio 1984   | Zurigo               | Amichevole                                    | Germania Ovest | 1 – 0                 | Italia         |
| 20 | 5 febbraio 1986  | Avellino             | Amichevole                                    | Italia         | 1 – 2                 | Germania Ovest |
| 21 | 18 aprile 1987   | Colonia              | Amichevole                                    | Germania Ovest | 0 – 0                 | Italia         |
| 22 | 10 giugno 1988   | Düsseldorf           | Campionato europeo di calcio 1988             | Germania Ovest | 1 – 1                 | Italia         |
| 23 | 25 marzo 1992    | Torino               | Amichevole                                    | Italia         | 1 – 0                 | Germania       |
| 24 | 23 marzo 1994    | Stoccarda            | Amichevole                                    | Germania       | 2 – 1                 | Italia         |
| 25 | 21 giugno 1995   | Zurigo               | Torneo del centenario della ASF               | Germania       | 2 – 0                 | Italia         |
| 26 | 19 giugno 1996   | Manchester           | Campionato europeo di calcio 1996             | Germania       | 0 – 0                 | Italia         |
| 27 | 20 agosto 2003   | Stoccarda            | Amichevole                                    | Germania       | 0 – 1                 | Italia         |
| 28 | 1º marzo 2006    | Firenze              | Amichevole                                    | Italia         | 4 – 1                 | Germania       |
| 29 | 4 luglio 2006    | Dortmund             | Campionato mondiale di calcio 2006            | Germania       | 0 – 2 (dts)           | Italia         |
| 30 | 9 febbraio 2011  | Dortmund             | Amichevole                                    | Germania       | 1 – 1                 | Italia         |
| 31 | 28 giugno 2012   | Varsavia             | Campionato europeo di calcio 2012             | Germania       | 1 – 2                 | Italia         |
| 32 | 15 novembre 2013 | Milano               | Amichevole                                    | Italia         | 1 – 1                 | Germania       |
| 33 | 29 marzo 2016    | Monaco di Baviera    | Amichevole                                    | Germania       | 4 – 1                 | Italia         |
| 34 | 2 luglio 2016    | Bordeaux             | Campionato europeo di calcio 2016             | Germania       | 1 – 1 (dts) (6-5 dtr) | Italia         |
| 35 | 15 novembre 2016 | Milano               | Amichevole                                    | Italia         | 0 – 0                 | Germania       |
| 36 | 4 giugno 2022    | Bologna              | UEFA Nations League 2022-2023                 | Italia         | 1 – 1                 | Germania       |
| 37 | 14 giugno 2022   | Mönchengladbach      | UEFA Nations League 2022-2023                 | Germania       | 5 – 2                 | Italia         |
| 38 | 20 marzo 2025    | Milano               | UEFA Nations League 2024-2025                 | Italia         | 1 – 2                 | Germania       |
| 39 | 23 marzo 2025    | Dortmund             | UEFA Nations League 2024-2025                 | Germania       | 3 – 3                 | Italia         |

## Incontri principali
Per oltre trent'anni le due formazioni non si sono mai affrontate ai mondiali né agli europei. Si dovette attendere il primo turno del campionato mondiale del 1962 perché le due compagini si affrontassero per la prima volta in un mondiale.

### Campionato mondiale 1962
Al campionato del mondo giocato in Cile nel 1962 la sfida non fu emozionante e terminò con un pareggio a reti inviolate, che giovava ad entrambe le squadre, poiché le altre avversarie del girone non parevano inarrestabili. La Germania Ovest vinse poi la partita successiva e superò il turno, mentre l'Italia perse contro la squadra di casa, il Cile, nella famosa battaglia di Santiago, subendo l'eliminazione. Tuttavia, anche in una partita in cui il pareggio sembrava soddisfare entrambe, le due squadre mostrarono le proprie caratteristiche, con gli azzurri in difesa sicura e i tedeschi in un attacco svolto con schemi quantomai prevedibili per l'intero match.
| Santiago del Cile 31 maggio 1962, ore 15:00 | Germania Ovest | 0 – 0 referto | Italia | Stadio nazionale del Cile (65 440 spett.)\| Arbitro: \| Davidson \| |
| Arbitro:                                    | Davidson       |               |        |                                                                     |

### Campionato mondiale 1970

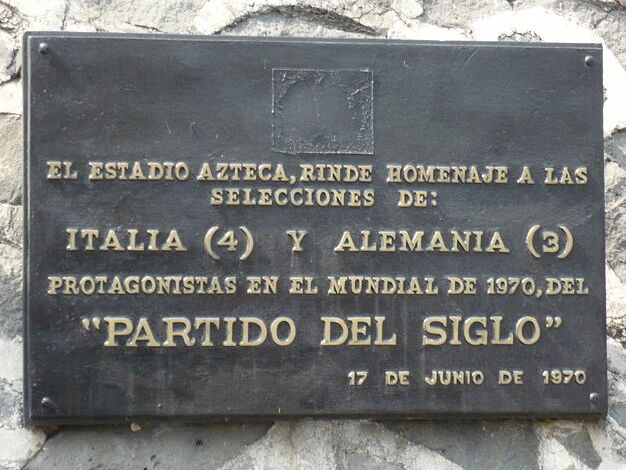
Targa commemorativa dell'incontro del 17 giugno 1970 allo stadio Azteca

Le due squadre si ritrovano di fronte in un'occasione ben più importante otto anni dopo, per la semifinale del campionato mondiale del 1970, dando vita alla cosiddetta partita del secolo, che vide l'Italia qualificarsi per la finale, dopo un emozionante 4-3 in suo favore ai tempi supplementari. Questa è la partita che ha avuto un seminale ruolo mitopoietico e simbolico nella rivalità tra le due scuole calcistiche, poiché in essa si ritrovano tutte le tattiche e gli stereotipi tradizionali che segnano le competizioni tra Italia e Germania (in questi decenni, dell'Ovest). L'Italia trova il gol con Boninsegna dopo 8 minuti di gioco e trascorre il resto dei due tempi regolamentari a contenere il gioco, con la Germania Ovest in un attacco che viene sempre neutralizzato da una difesa azzurra attenta e efficace. I tedeschi, tuttavia, riescono a trovare il pareggio nell'ultimo minuto di recupero con Schnellinger, alla sua prima e unica rete in 47 partite in nazionale.
Nei supplementari avviene una "caccia al gol" che esalta la capacità degli italiani di far fronte all'emergenza e mostra la capacità di attacco e di resistenza di una Germania Ovest che non si arrende fino all'ultimo secondo. All'inizio dell'overtime gli azzurri, che avevano condotto la gara per i due tempi regolamentari, sembrano sotto shock e Müller porta subito in vantaggio i tedeschi occidentali. Sembra finita per l'Italia, ma Burgnich rimette le sorti della gara in parità. Quindi Riva porta nuovamente in vantaggio gli azzurri, raggiunti ancora da Müller. L'ultimo, definitivo, gol che chiude la sfida è segnato da Rivera, al 111º minuto di gioco, con un tocco di piatto per superare il portiere Maier. La Germania Ovest chiuderà il mondiale al terzo posto (battendo nella finale di consolazione l'Uruguay per 1-0), mentre l'Italia al secondo, venendo battuta in finale dal Brasile per 4-1.
| Arbitro: | Arturo Yamasaki |

|                                                  |           |                                      |
| Boninsegna 8’ Burgnich 98’ Riva 104’ Rivera 111’ | Marcatori | 90’ Schnellinger 94’, 110’ G. Müller |

### Campionato mondiale 1978
Al campionato mondiale del 1978 le due squadre si affrontano nel girone di semifinale. L'Italia domina il gioco, ma i tedeschi riescono a non subire gol; la partita termina con uno 0-0 che si traduce in una eliminazione per i tedeschi occidentali campioni in carica (dopo la sconfitta nella successiva partita contro l'Austria) e l'accesso, per l'Italia, dopo la sconfitta con i Paesi Bassi, alla finale per il terzo posto contro il Brasile, persa dagli azzurri per 2-1. Questa sfida fu giocata in controtendenza rispetto agli usuali stereotipi di gioco delle due nazionali, poiché gli azzurri attaccarono brillantemente per settanta minuti su novanta, senza tuttavia riuscire a raccogliere l'intera posta in palio.
| Buenos Aires 14 giugno 1978, ore 13:45 UTC-4 | Germania Ovest | 0 – 0 referto | Italia | Stadio Monumental (67 547 spett.)\| Arbitro: \| Maksimović \| |
| Arbitro:                                     | Maksimović     |               |        |                                                               |

### Campionato mondiale 1982
Gli azzurri trionfano al campionato mondiale del 1982 in Spagna, vincendo la finale grazie al gioco talentuoso e creativo di campioni come Conti, Tardelli e Rossi, che sovrastano l'attacco ragionato e metodico, quanto poco incisivo, della Germania Ovest. L'Italia diventa campione del mondo imponendosi nettamente sui tedeschi per 3-1 a Madrid, in una partita che, nel proprio svolgersi, si rivela come l'epitome della differenza filosofica tra le due scuole calcistiche. Dopo pochi minuti dall'inizio, Cabrini sbaglia un calcio di rigore. L'Italia non ne risente e controlla la partita con una certa facilità. Al 57º minuto Rossi porta in vantaggio la squadra azzurra con un colpo di testa, quindi Tardelli raddoppia ed esultando si lascia andare a un urlo divenuto leggendario. Altobelli porta gli azzurri sul 3-0 e all'83º arriva il gol della bandiera per i tedeschi occidentali, siglato da Breitner. Nel 1984 venne organizzata una «rivincita» in forma di amichevole, con il trionfo della Germania Ovest.
| Arbitro: | Arnaldo Coelho |

|                                      |           |              |
| Rossi 57’ Tardelli 69’ Altobelli 81’ | Marcatori | 83’ Breitner |

### Campionato europeo 1988
Il primo incontro ufficiale tra Italia e Germania (in questo caso, Ovest) in un campionato europeo avviene nel 1988, durante la prima fase dell'europeo, organizzato proprio in Germania Ovest. Le squadre danno vita a una sfida che finisce 1-1 e accontenta entrambe le tifoserie; alla fine la Germania Ovest vincerà il girone per differenza reti e l'Italia sarà seconda, ma entrambe saranno eliminate in semifinale, rispettivamente da Paesi Bassi e Unione Sovietica.
| Arbitro: | Hackett |

|            |           |             |
| Brehme 55’ | Marcatori | 52’ Mancini |

### Campionato europeo 1996
Al campionato europeo del 1996, in Inghilterra, l'Italia e l'ormai riunificata Germania sono inserite nello stesso girone. I tedeschi sconfiggono nettamente Rep. Ceca e Russia, mentre gli azzurri battono i russi, ma cadono inaspettatamente contro i cechi; l'Italia si presenta così al decisivo scontro diretto con la necessità di vincere, mentre i tedeschi sono già qualificati. Per di più nella squadra azzurra si sta svolgendo una specie di rivoluzione culturale in seguito alla gestione di Arrigo Sacchi, che privilegia un gioco d'attacco e il possesso palla. La partita viene così giocata in maniera contraria agli stereotipi: l'Italia attacca fin dall'inizio per cercare il gol-qualificazione, con i tedeschi che riescono, però, a contenere la spinta italiana. La partita finisce con il risultato di 0-0 (con Zola che fallisce un calcio di rigore nei primi minuti). L'Italia è pertanto eliminata, anche a causa del pareggio ottenuto dalla Rep. Ceca nei minuti finali della partita contro la Russia, risultato che, a parità di punti, permette ai cechi di scavalcare gli azzurri in classifica grazie allo scontro diretto a favore. La Germania andrà a vincere il titolo battendo in finale proprio la Repubblica Ceca al golden goal.
| Manchester 19 giugno 1996, ore 19:30 UTC | Italia   | 0 – 0 referto | Germania | Old Trafford (53 740 spett.)\| Arbitro: \| Goethals \| |
| Arbitro:                                 | Goethals |               |          |                                                        |

### Campionato mondiale 2006
La semifinale del campionato mondiale del 2006, organizzato dalla Germania, è giocata al Westfalenstadion di Dortmund il 4 luglio del 2006, davanti a 65 000 spettatori. L'Italia vince con due gol segnati alla fine del secondo tempo supplementare da Grosso e Del Piero; Pirlo, autore dell'assist che permette a Grosso di sbloccare la gara, viene nominato uomo-partita. La Germania non aveva mai perso un incontro al Westfalenstadion prima di questa sfida. Nella scia del successo contro i tedeschi, gli azzurri andranno a vincere il titolo mondiale contro la Francia. La nazionale italiana gioca bene, manovra e nei tempi supplementari colpisce anche due legni (un palo con Gilardino e una traversa con Zambrotta).
| Arbitro: | Archundia |

|  |           |                              |
|  | Marcatori | 119’ Grosso 120+1’ Del Piero |

### Campionato europeo 2012

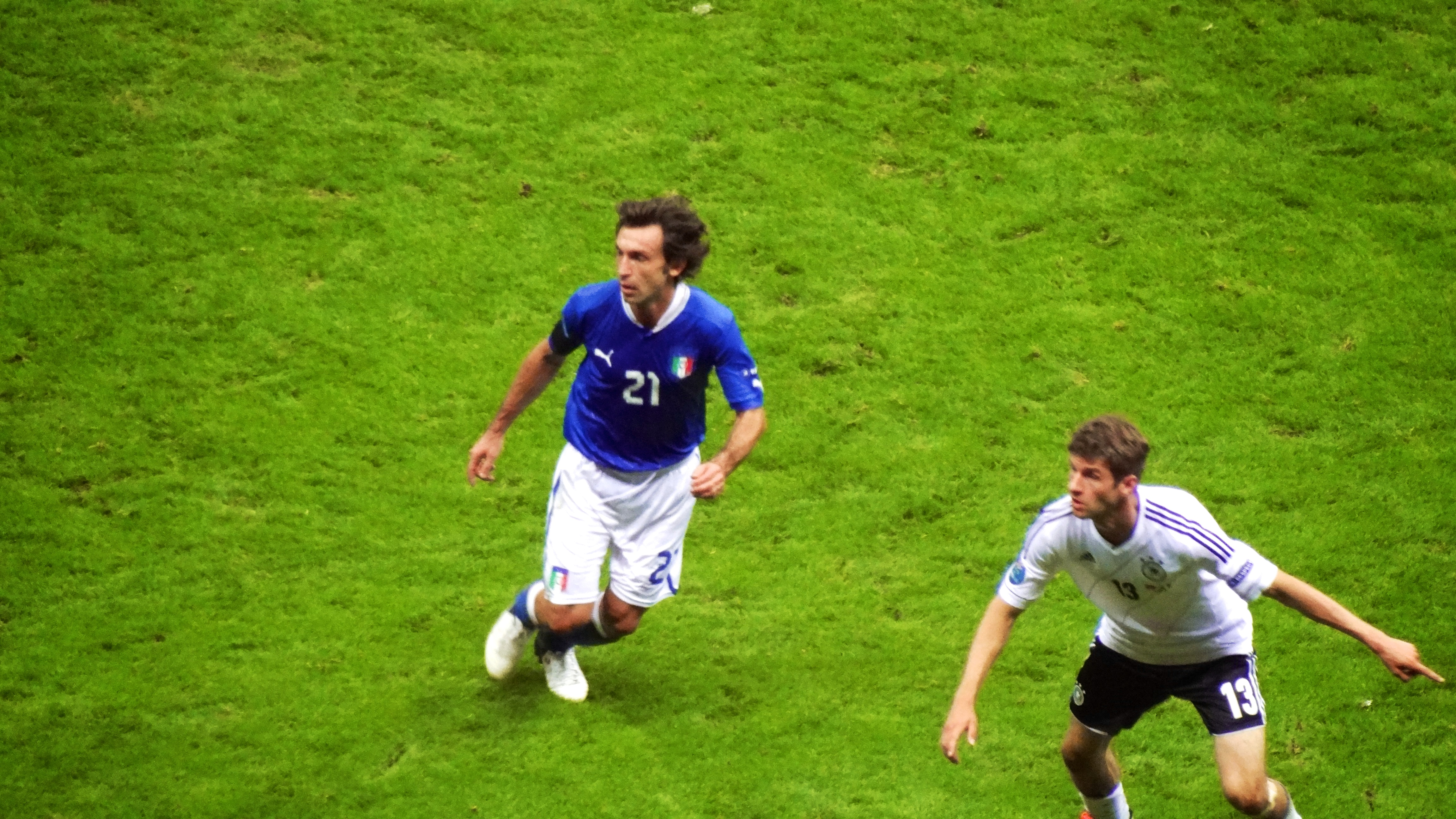
Un frangente della semifinale del, giocata a Varsavia, tra Germania e Italia.

Italia e Germania si rincontrano nella semifinale del campionato europeo del 2012, la sera del 28 giugno 2012, allo stadio Nazionale di Varsavia. Prima di questo match i tedeschi avevano stabilito uno storico record di 15 vittorie consecutive, inclusi tutti i match dell'europeo e quelli delle qualificazioni. A dispetto dei pronostici, l'Italia vince l'incontro per 2-1 con una prestazione brillante fatta di manovre veloci, fuori dal tradizionale binomio "difesa e contrattacco creativo", grazie a una doppietta di Balotelli nel primo tempo; solo allo scadere la Germania accorcia le distanze con un rigore trasformato da Özil. L'Italia perderà poi la finale dell'europeo contro la Spagna per 4-0.
| Arbitro: | Lannoy |

|                   |           |                    |
| Özil 90+2’ (rig.) | Marcatori | 20’, 36’ Balotelli |

### Campionato europeo 2016

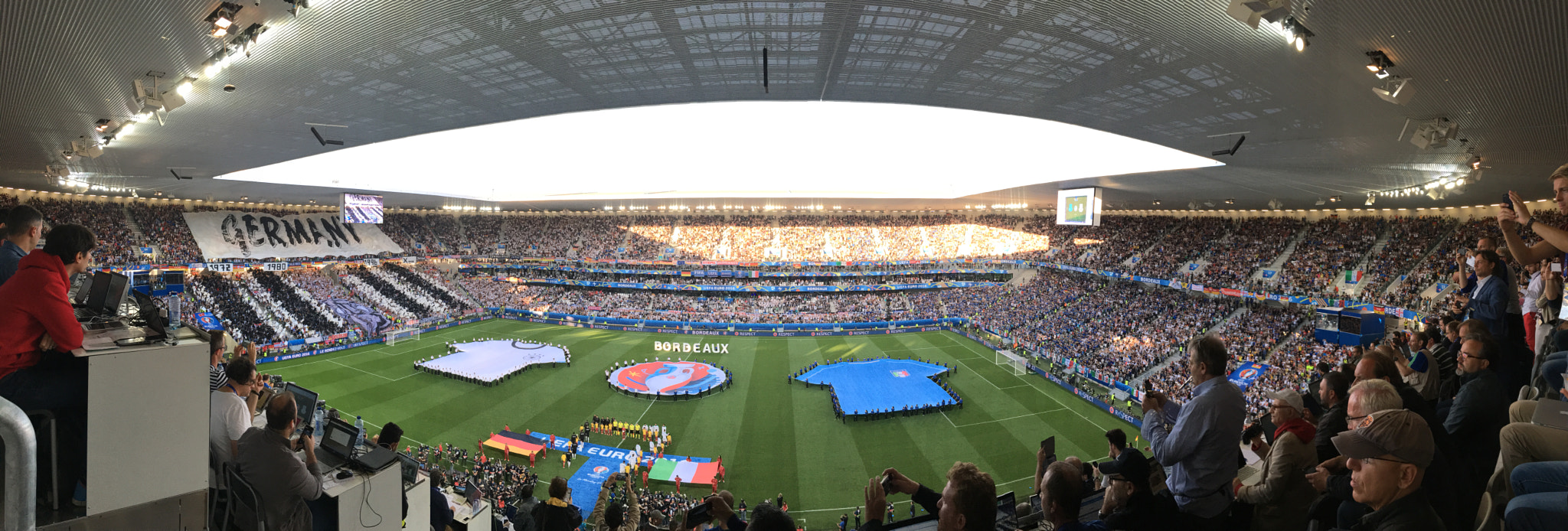
Apertura della gara dei quarti di finale del, il 2 luglio a Bordeaux, tra Germania e Italia.

Italia e Germania si incontrano di nuovo in partite ufficiali il 2 luglio 2016, in occasione dei quarti di finale del campionato europeo del 2016 in Francia, al Nouveau Stade di Bordeaux, in virtù delle vittorie ottenute nel turno precedente, rispettivamente contro Spagna e Slovacchia. La partita si conclude con un pareggio per 1-1 dopo i tempi supplementari, dopodiché sono necessari 18 tiri di rigore perché sia decretato un vincitore: hanno la meglio i tedeschi, che si impongono per 6-5 e approdano in semifinale a spese degli azzurri. Secondo le statistiche FIFA si tratta di un pareggio, ma per la prima volta la nazionale tedesca elimina la nazionale italiana in un torneo tra nazionali maggiori.
| Arbitro: | Kassai |

|                                                                         |                      |                                                                           |
| Özil 65’                                                                | Marcatori            | 78’ (rig.) Bonucci                                                        |
| Kroos Müller Özil Draxler Schweinsteiger Hummels Kimmich Boateng Hector | Tiri di rigore 6 – 5 | Insigne Zaza Barzagli Pellè Bonucci Giaccherini Parolo De Sciglio Darmian |

### UEFA Nations League 2022-2023
Le due nazionali vengono inserite nel medesimo girone nella terza edizione della UEFA Nations League. Il primo confronto, giocato a Bologna, termina 1-1: dopo il vantaggio dell'Italia con Lorenzo Pellegrini, i tedeschi pareggiano dopo pochi minuti con Joshua Kimmich. Il secondo incontro, giocato a Mönchengladbach, finisce 5-2: i padroni di casa segnano grazie alle reti di Joshua Kimmich, İlkay Gündoğan su rigore, Thomas Müller e una doppietta di Timo Werner. Per gli italiani le marcature sono appannaggio di Wilfried Gnonto e Alessandro Bastoni. La sconfitta dell'Italia con la Germania in UEFA Nations League rappresenta la prima vittoria della nazionale tedesca in partite ufficiali contro quella italiana, considerando pareggio il risultato del quarto di finale del campionato europeo 2016, deciso ai tiri di rigore. Il risultato finale, 5-2 per i tedeschi, eguaglia, inoltre, il primato di sfida con più reti tra le due nazionali, stabilito nell'amichevole del 26 novembre 1939 giocata a Berlino, vinta sempre dai teutonici.
| Arbitro: | Jovanović |

|                |           |             |
| Pellegrini 70’ | Marcatori | 73’ Kimmich |

| Arbitro: | Kovács |

|                                                              |           |                          |
| Kimmich 10’ Gündoğan 45+4’ (rig.) Müller 51’ Werner 68’, 69’ | Marcatori | 78’ Gnonto 90+4’ Bastoni |

### UEFA Nations League 2024-2025
Le due nazionali vengono sorteggiate nei quarti di finale in doppio confronto della quarta edizione della UEFA Nations League. Nella prima partita, giocata a Milano, sono i tedeschi a imporsi per 2-1 con le reti di Tim Kleindienst e Leon Goretzka; Sandro Tonali è il marcatore per l'Italia. La partita di ritorno, giocata a Dortmund, termina 3-3; alle reti tedesche di Joshua Kimmich, su calcio di rigore, Jamal Musiala e Kliendienst, rispondono le marcature italiane di Moise Kean, con una doppietta, e di Giacomo Raspadori, anch'egli su calcio di rigore.
| Arbitro: | Letexier |

|           |           |                              |
| Tonali 9’ | Marcatori | 49’ Kleindienst 76’ Goretzka |

| Arbitro: | Marciniak |

|                                                |           |                                      |
| Kimmich 30’ (rig.) Musiala 36’ Kleindienst 45’ | Marcatori | 49’, 69’ Kean 90+5’ (rig.) Raspadori |

## Statistiche
La Germania ha vinto contro l'Italia due incontri ufficiali. Il bilancio in 13 partite, comprese le gare terminate ai tiri di rigore (che ai fini statistici sono conteggiate come pareggi), è di 4 vittorie dell'Italia, 2 della Germania e 7 pareggi. Considerando anche le amichevoli, il bilancio totale è di 39 partite con 15 vittorie italiane, 10 tedesche e 14 pareggi.
Inclusi gli incontri contro la Germania Ovest.
|                       | Partite | Vittorie | Vittorie | Pareggio |
| Italia                | Partite | Germania |          | Pareggio |
| --------------------- | ------- | -------- | -------- | -------- |
| Amichevoli            | 26      | 11       | 8        | 7        |
| Campionati mondiali   | 5       | 3        | 0        | 2        |
| Campionati europei    | 4       | 1        | 0        | 3        |
| UEFA Nations League   | 4       | 0        | 2        | 2        |
| Tutte le competizioni | 13      | 4        | 2        | 7        |
| Tutte le partite      | 39      | 15       | 10       | 14       |

## Nella cultura di massa
La sfida calcistica tra le nazionali di Germania e Italia è stata protagonista di qualche citazione in film del cinema italiano:
- Italia-Germania 4-3 (1990), film diretto da Andrea Barzini e ispirato alla semifinale del campionato del mondo 1970, che fu definita la partita del secolo. Federico (Massimo Ghini), Antonio (Giuseppe Cederna) e Francesco (Fabrizio Bentivoglio), già compagni di liceo e di militanza politica, fanno una rimpatriata per guardare assieme, vent'anni dopo, l'incontro nuovamente trasmesso dalla Rai in quanto partita storica;
- Ovosodo (1997), il piccolo protagonista Piero, in una scena gioca a calcio con un suo coetaneo, narrando a voce alta un calcio di rigore sbagliato da Paolo Rossi contro Harald Schumacher nella sfida Italia-Germania Ovest del 1982 (anche se in realtà nella finale contro i tedeschi, in quel mondiale, il rigore fu sbagliato da Antonio Cabrini che calciò il pallone fuori, alla sinistra del portiere).

## Germania Est-Italia (prima del 1990)

La sfida tra Italia e Germania Est del 22 novembre 1969 giocata a Napoli

Dal 1969 al 1982, in quattro occasioni si sono trovate di fronte le nazionali di Germania Est – scioltasi nel 1990, con l'avvenuta riunificazione tedesca – e Italia. Il primo incontro tra le due rappresentative, avvenuto nel marzo del 1969 nell'allora Repubblica Democratica Tedesca, ebbe luogo in un particolare contesto ambientale dato che il governo italiano, così come gli altri Paesi membri dell'allora Comunità economica europea, ancora non riconosceva ufficialmente l'esistenza della DDR, non intrattenendo pertanto con essa rapporti diplomatici e commerciali; tale situazione persisterà sino al 1973. In quattro incontri tre le due nazionali (i primi due valevoli per le eliminatorie del mondiale di Messico 1970, i restanti due amichevoli) si sono registrati una vittoria per parte e due pareggi.

### Lista degli incontri
| N. | Data             | Luogo       | Competizione                                         | Incontro              | Risultato |
| -- | ---------------- | ----------- | ---------------------------------------------------- | --------------------- | --------- |
| 1  | 29 marzo 1969    | Berlino Est | Qualificazioni al campionato mondiale di calcio 1970 | Germania Est – Italia | 2 – 2     |
| 2  | 22 novembre 1969 | Napoli      | Qualificazioni al campionato mondiale di calcio 1970 | Italia – Germania Est | 3 – 0     |
| 3  | 19 aprile 1981   | Udine       | Amichevole                                           | Italia – Germania Est | 0 – 0     |
| 4  | 14 aprile 1982   | Lipsia      | Amichevole                                           | Germania Est – Italia | 1 – 0     |